# 355 (영화)
《355》(The 355)는 2022년에 개봉한 첩보 영화이다. 사이먼 킨버그가 각본을 쓰고 연출하며, 제시카 채스테인, 루피타 뇽오, 페넬로페 크루스, 디아네 크루거, 판빙빙, 서배스천 스탠 등이 출연한다.

## 시놉시스
비밀 범죄 조직이 세계를 공황에 빠뜨리려 하자, 전 세계의 여성 스파이들이 힘을 합쳐 조직의 음모를 막는다.

## 출연

### 주연
- 제시카 채스테인 - 메이슨 "메이스" 브라운 역[1]
- 디아네 크루거 - 마리 역
- 페넬로페 크루스 - 그라시엘라 리베라 역
- 루피타 뇽오 - 카디자 역
- 판빙빙 - 린미성 역

### 조연
- 세바스티안 스탄 - 닉 파울러 역
- 에드가르 라미레스 - 루이스 로하스 역
- 제이슨 웡

### 그 외 출연진
- 존 더글러스 톰프슨 - 래리 마크스 역
- 실베스터 그로트 - 요나스 뮐러 역
- 제이슨 플레밍 - 일라이저 클라크 역
- 라파엘 애클로케 - 압델 역
- 올렉 크리쿠노바 - 표트르 카사노브 역
- 리오 스타 - 그레이디 역